# Toghrul III
Toghrul III ibn Arslan Xah Rukn al-Dunya wa l-Din (també Tuğrul, Tughrul o Toghril) fou el darrer sultà seljúcida de Pèrsia, fill de Muizz al-Din Arslan Xah ibn Toghrul (II) al que va succeir el 1174. Va néixer el 1168/1169 i encara infant va estar controlat per l'atabeg ildegízida Nusrat al-Din Muhammad Pahlawan (1175-1186).
El 1174 el seu pare Arslan Shah ibn Toghrul va intentar sostreure's de la tutela de l'atabeg ildegízida Muhammad Pahlawan, per la qual cosa aquest el va fer enverinar i va posar al tron a Toghrul III. Pahlawan va morir el 1186 i llavors Toghrul, que havia rebut una educació esmerçada i tenia bones qualitat físiques i intel·lectuals (fins i tot començava a despuntar com a poeta) va manifestar la intenció d'exercir el poder de manera efectiva. El successor de Phalawan fou el seu germà Kizil Arslan Uthman que es enfrontar amb la vídua de Pahlawan i es va enfrontar per aquesta causa amb els dos fills del difunt, cosa que va donar a Toghrul una certa llibertat.
Toghrul va mantenir contactes amb diversos emirs i es va apoderar de Hamadan, la capital seljúcida, i el 1188 Kizil Arslan va demanar al califa l'enviament de les tropes de Bagdad mentre ell mateix marxava des de l'Azerbaidjan; l'exèrcit abbàssida anava manat pel visir Ibn Yunus, i en lloc d'esperar l'arribada de Kizil Arslan per atacar junts, ho va fer sol, llençant-se sobre les forces de Toghrul a Daymarg en 1188; va patir una considerable derrota. Kizil Arslan però s'acostava per l'altre costat, mentre el califa preparava un nou exèrcit. Toghrul va retornar a Hamadan i va fer executar a alguns dels seus partidaris per causes no aclarides; això li va costar el suport d'una part dels seus. Així el 1189 Kizil Arslan va poder ocupar Hamadan i enderrocar a Toghrul amb certa facilitat. Llavors Toghrul va fugir a les regions d'Urmia, Khoy i Salmas que va assolar mentre intentava recuperar el favor del califa; va demanar ajut a diversos prínceps, com l'aiúbida Saladí, però no va aconseguir res i finalment es va rendir a Kizil Arslan que el va enviar presoner al castell de Kahran prop de Tabriz en 1190.
Kizil Arslan es va proclamar sultà però fou assassinat a l'any següent a instigació de la seva dona i vídua del seu germà, i Toghrul III fou alliberat podent refugiar-se amb els Banu Kafshud a Zandjan que li van donar suport. Kizil Arslan Uthman no tenia fills i de fet era regent dels fills de Pahlawan entre els que aquest havia repartit el país: Uzbeg va rebre Hamadan, i dos fillastres (fills de la seva muller Inandj Khatun coneguda per Katiba o Qatiba, que era filla d'Inandj Sunkur de Rayy) de noms Kutlug Inandj i Amir-i-Amiran Umar, van rebre petits feus al Jibal. L'enfrontament entre els fills de Pahlawan li va permetre a Toghrul recuperar Hamadan on es va casar amb la vídua de Pahlawan i fou restaurat com a sultà en 1191. No gaire després va fer matar la seva dona. Va ocupar també Esfahan i Rayy i va saquejar el famós castell de Tabarak prop de Rayy. La ciutat de Rayy havia estat conquerida poc abans pel xa de Coràsmia Ala al-Din Tekish que va iniciar la guerra contra Toghrul III.
Quan les tropes coràsmies es van presentar a prop de Rayy, se li va demanar d'entregar la ciutat, però Toghrul no va voler i va defensar els drets seljúcides a la ciutat i a tot l'Iran i l'Iraq. Els seus amirs el van abandonar en gran part. El 25 de març de 1194 amb uns pocs fidels es va llençar contra l'enemic, sent derrotat i mort prop de Rayy. El seu cap fou enviat per Tekish al califa abbàssida an-Nàssir que la va exposar al frontal del seu palau de Bagdad. Amb ell va acabar el sultanat seljúcida a Pèrsia, que va passar a mans de l'Imperi Anuixtigínida.